# Грунский, Николай Кузьмич
Николай Кузьмич Грунский (укр. Мико́ла Кузьми́ч Гру́нський; 10 (22) октября 1872, Сумы Харьковской губернии — 13 августа 1951, Киев) — украинский советский языковед, славист, доктор филологических наук (1912), педагог, профессор, ректор Киевского университета (1919—1920). Заслуженный деятель науки УССР (1941).

## Биография
В 1896 году окончил славяно-русское отделение Харьковского университета.
Преподавал в Харьковском (1899—1902), затем Юрьевском (ныне Тартуский университет) (с 1904) и Киевском Императорском св. Владимира университетах (с 1915). С 1915 по 1949 г. (с перерывом в военное время) был профессором кафедры истории русского языка Киевского университета.
В годы оккупации избежал эвакуации, сотрудничал с оккупационными властями.

## Научная деятельность
Основные работы Н. Грунского посвящены вопросам истории древнеслававянских памятников письменности.
Автор трудов по славистике, истории отечественного языкознания, русского и украинского языкознания, литературоведения, педагогики и психологии.
Занимался изучением «Слова о полку Игореве», которому посвятил работы:
- Слово о полку Игореве (Учен. зап. Юрьев. ун-та, 1916, № 7),
- Слово о полку Ігоревім (Харків, 1931),
- Велика художня пам‘ятка староï Русі (в кн.: «Слово про Ігорів похід» / Пер. М. Рильського. Київ, 1939),
- Питання про автора «Слова о полку Ігоревім» (1927),
- Форма та композиція «Слова о полку Ігоревім» (1928).

## Избранная библиография
- Памятники и вопросы древнеславянской письменности (т. 1-2, 1904-1905),
- Лекции по староцерковнославянскому языку (1. изд. 1906, 2. изд. 1914),
- Грамматика староцерковнославянского языка (1906),
- Жизнь, деятельность и взгляды К. Д . Ушинского (1906),
- Очерки по истории разработки синтаксиса славянских языков (т. 1-2, 1910—1911),
- Из лекций по русскому языку (1914)
- Українська граматика (1918),
- Українська мова (1926),
- Основы нового украинского правописания (1929),
- Белорусский язык в его прошлом и современном изучении (1930),
- Введение в славянское языкознание (1941) и др.

Похоронен в Киеве на Лукьяновском кладбище.